# Rachel Kempson
 (décembre 2014).
Si vous disposez d'ouvrages ou d'articles de référence ou si vous connaissez des sites web de qualité traitant du thème abordé ici, merci de compléter l'article en donnant les références utiles à sa vérifiabilité et en les liant à la section « Notes et références ».
Rachel Kempson est une actrice britannique née le 28 mai 1910 à Dartmouth (Angleterre) et décédée le 24 mai 2003 à Millbrook (État de New York, États-Unis).

## Biographie
Actrice accomplie, elle se produit au théâtre, au cinéma et à la television. Mariée à l'acteur Michael Redgrave en 1935, elle est la mère des comédiens, Vanessa Redgrave, Corin Redgrave et Lynn Redgrave.

## Filmographie partielle

### Au cinéma
- 1941 : Jeannie : Maggie, la sœur de Jeannie
- 1946 : J'étais un prisonnier (The Captive Heart) : Celia Mitchell
- 1948 : Vengeance de femme (A Woman's Vengeance) : Emily Maurier
- 1954 : The Sea Shall Not Have Them : Mme Waltby
- 1963 : Entre l'alcove et la potence : Bridget Allworthy
- 1964 : Le Secret du docteur Whitset (The Third Secret) : Mildred Hoving
- 1965 : La Malédiction de la mouche (Curse of the Fly) : Madame Fournier
- 1966 : Georgy Girl : Ellen Leamington
- 1966 : Grand Prix : Mme Stoddard
- 1967 : The Jokers : Mme Tremayne
- 1968 : La Charge de la brigade légère (The Charge of the Light Brigade) : Mme Codrington
- 1969 : A Touch of Love de Waris Hussein : Sœur Henry
- 1969 : Deux Gentlemen (Two Gentlemen Sharing) : Mme Ashby-Kydd
- 1969 : The Virgin Soldiers : Mme Raskin
- 1985 : Out of Africa : Lady Belfield
- 1988 : Stealing Heaven : Prioress
- 1997 : Déjà vu : la mère de Skelly

### À la télévision
- 1980 : Le Petit Lord Fauntleroy : Lady Lorradaile